# Centro radioelettrico sperimentale "Guglielmo Marconi"
Il Centro radioelettrico sperimentale "Guglielmo Marconi" (abbreviato CReSM) è un ente pubblico italiano, costituito nel 1999, che svolge attività di ricerca e sviluppo nelle telecomunicazioni e di formazione avanzata sulle nuove tecnologie del settore ICT. Esso è la continuazione del "Centro radioelettrico sperimentale di Torre Chiaruccia del Consiglio Nazionale delle Ricerche (CNR), fondato da Guglielmo Marconi nel 1933. Sedi attuali del centro sono a Trieste, all'interno dell'AREA Science Park, ad Ancona, a Lecce, a Santa Marinella (RM), ad Orvieto (TR) e ad Ivrea (TO) (da febbraio 2008).  

## Attività di ricerca
Il Centro effettua attività di ricerca sulle seguenti tecnologie: 
- elaborazione di segnali per radiocomunicazioni,
- WiFi e Wi-Max,
- crittografia,
- TV digitale terrestre,
- tecnologie di comunicazioni satellitari